# Axel Otto Mörner

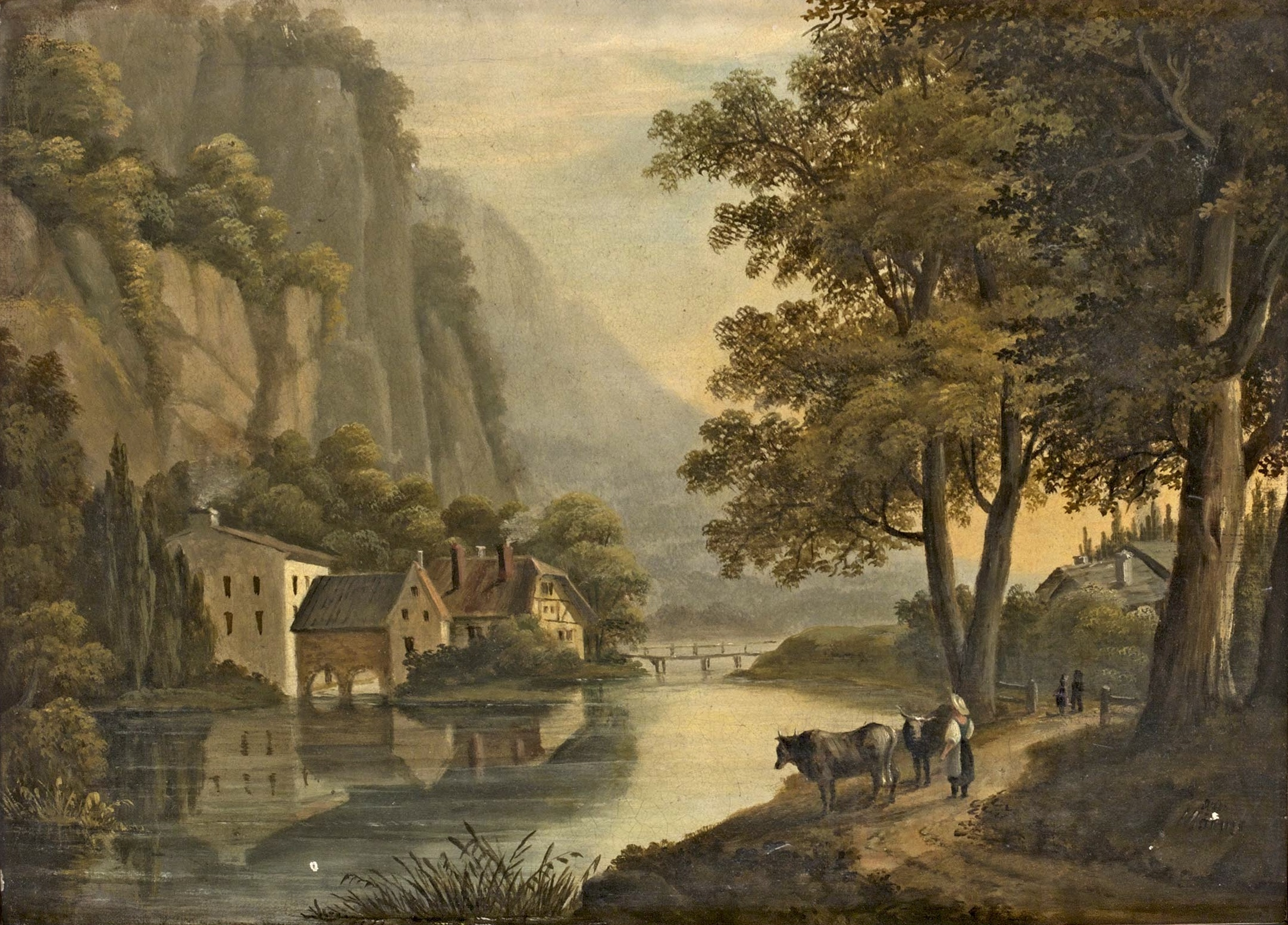
Pintura de Axel Mörner.

Axel Otto Mörner (8 de junio de 1774 – 20 de octubre de 1852) fue un artista y general sueco.

## Vida
Mörner nació en la parroquia de Lekaryd en el Condado de Jönköping, siendo el hijo del Conde Teniente Coronel Carl Gustaf Mörner y Sofía Elisabet Steuch. Fue el hermano de Hampus Mörner, Charlotta Mörner, Gustavo Fredrik Mörner y Carl Stellan Mörner.

## Vida personal
El 4 de octubre de 1801 se casó con Ebba Modée en el Palacio de Rosersberg.